# Westlands, Nairobi
Westlands, Nairobi là một khu phố giàu có và bộ phận hành chính ở thành phố Nairobi, thủ đô của thành phố lớn nhất ở Kenya.